# Peștera, Pernik
Peștera (în bulgară Пещера) este un sat în comuna Zemen, regiunea Pernik,  Bulgaria. 

## Demografie
Componența etnică a satului Peștera
     Turci (6,32%)
     Bulgari (93,03%)
     Nicio identificare (0,63%)
     Altele (0%)
La recensământul din 2011, populația satului Peștera era de 158 locuitori. Din punct de vedere etnic, majoritatea locuitorilor (93,03%) erau bulgari, cu o minoritate de turci (6,32%). Pentru 0,63% din locuitori nu este cunoscută apartenența etnică.